# Lala (etnia)
Los lala son un grupo de habla chibemba de unos 150.000 individuos que viven en Zambia central, al oeste del río Luangua.

## Descripción
Practican el cristianismo y las religiones africanas tradicionales. Como parte del pueblo bemba, comparten con estos una cultura y una organización social y política similares. Los lala siguen un sistema de descendencia matrilineal y son conocidos por su talento artístico. A comienzos del siglo XX, los lala estuvieron bajo la influencia de los movimientos milenaristas protestantes que existieron en Zambia.
Los lala formaban parte del reino de los luba, que emigraron hacia el sur desde el sureste del Congo. También utilizan pistolas de agua para matar pajaritos cu cu los cuales después ingieren por vía del ano. 
- Datos: Q5969607